# Four Minutes
Pour les articles homonymes, voir 4 minutes.
Four Minutes est un téléfilm américain réalisé par Charles Beeson, diffusé en 2005.

## Synopsis
La vie du coureur de fond britannique Roger Bannister, premier athlète à couvrir le mile (1609,34 m) en moins de quatre minutes.

## Fiche technique
- Titre : Four Minutes
- Réalisation : Charles Beeson
- Scénario : Frank Deford
- Pays d'origine : États-Unis
- Genre : Biographie, drame, sport
- Durée : 90 minutes
- Première diffusion : 6 octobre 2005 (ESPN, États-Unis)

## Distribution
- Jamie Maclachlan (en) : Roger Bannister
- Christopher Plummer : Archie Mason
- Amy Rutherford : Moyra Jacobson
- Shaun Smith : Norris McWhirter
- Jonathan Watton : Hamilton

## Autour du film
- Le tournage s'est déroulé à Toronto.

## Récompenses
- Vainqueur de l'Eddie 2006 de l'American Cinema Editors pour le montage
- Nomination à l'Emmy Award 2006 de la meilleure photo
- Nomination à l'ESPY award du meilleur film de sport 2006